# برزخ كرونيغ
برزخ كرونيغ (بالإنجليزية: Kronig isthmus)‏ هو نِطاقُ من الرنين يُمثِلُ قمة الرئة، ويُعرف أيضًا على أنه جُزء شبيه بالحِزام يُمثل منطقة الرنين ويمتدُ على الكتف، ويربطُ المناطق الكبرى من الرئتين فوق قمة الرئة إلى الأمام والخلف.

## الحدود
- من الوسط: الأخمعي
- من الجانب: الأخرم
- من الأمام: ترقوة
- من الخلف: عضلة شبه منحرفة